# Auferstehung
Als Auferstehung (altgriechisch ἀνάστασις anástasis, lateinisch resurrectio) wird die Erweckung Verstorbener zu einem ewigen Leben nach oder aus dem Tod bezeichnet. Eine Auferstehung erhoffen und lehren verschiedene Religionen, besonders die drei monotheistischen Weltreligionen Judentum, Christentum und Islam. Sie folgen der religiösen Vorstellung einer Erweckung aller Gestorbenen zu einem Endgericht eines Gottes über Böse und Gute (Perserreich), unterscheiden sich jedoch von Vorstellungen einer Trennung der unsterblichen Seele vom gestorbenen Leib (Hellenismus) und einer Reinkarnation (Wiedergeburt, Wanderung) der Seele in einen anderen sterblichen Leib (Hinduismus, Ägyptische Mythologie).
Die Auferweckung von Toten kann je nach Kontext entweder nur eine befristete Wiederbelebung bezeichnen oder eine Auferstehung zu einem ewigen Leben. Der Begriff basiert auf der metaphorischen Umschreibung des Todes als „(ewiger) Schlaf“ bzw. der Bewusstlosigkeit eines Scheintoten.
Das antike Judentum entwickelte seinen besonderen Auferstehungsglauben aus dem Gedanken der Gerechtigkeit des Schöpfers und Bundesgottes der Israeliten in zwei Varianten: Auferweckung nur der im irdischen Leben gerechten Israeliten zu einem ewigen Leben mit Gott oder Auferweckung aller Menschen zum Endgericht Gottes, das dann Gerechte mit ewigem Leben belohnen, Ungerechte davon ausschließen und strafen werde. Beide Varianten sind mit der Erwartung einer umfassenden Verwandlung der geschaffenen Welt im Reich Gottes verbunden, welches den Tod überhaupt überwinden werde. Das Judentum trennt das jenseitige Schicksal Einzelner also nicht vom Heil des Gottesvolks, der Menschheit und der ganzen Welt.
Das Urchristentum bezog die weltbezogene jüdische Auferstehungshoffnung auf Jesus Christus: An ihm habe der Gott Israels das Endgericht schon vorweggenommen, um die Welt mit sich zu versöhnen und ihn als Sohn Gottes und Messias zu offenbaren. Darum fällt die Hoffnung auf Auferstehung der Toten für Christen mit der Erwartung der Wiederkunft Jesu Christi als des Richters über alle Lebenden und Toten zusammen.
Der Koran, die Heilige Schrift des Islam, enthält zahlreiche Beschreibungen der Auferstehung, meist im Zusammenhang mit Warnungen vor dem Herannahen des Jüngsten Tages und der damit verbundenen göttlichen Vergeltung.

## Zoroastrismus
Der Zoroastrismus, eine auf Zarathustra (630–553 v. Chr.) zurückgeführte persische Religion, lehrt zunächst – ähnlich wie altägyptische Religion – eine Reise der Seelen der Verstorbenen an die Činvat-Brücke. Hier werde Gericht über Gute und Böse gehalten. Für die im irdischen Leben rechtschaffenen Menschen sei die Brücke breit wie ein Pfad, für die anderen schmal wie eine Messerschneide. Die Guten gelangten in die seligen Gefilde des Paradieses Garodemäna (später Garotman), den „Ort der Lobgesänge“ (vgl. den Himmel); die Seele der Bösen aber gelange an den „schlechtesten Ort“ (vgl. Hölle).
3000 Jahre nach der Geburt Zarathustras, der die Menschen den Weg zum Heil lehrte, werde der Saoschjant (Erlöser) erscheinen. Er werde die bösen Geister vernichten und eine neue, unvergängliche Welt herbeiführen; auch die Toten sollen dann auferstehen.
Zeitlich etwa parallel zum exilischen Judentum wurden hier die Vorstellungen von Endgericht, Erlösung, Auferstehung und Vernichtung der gottfeindlichen Mächte miteinander verbunden. Sie könnten die ähnlichen Lehren der drei monotheistischen Religionen beeinflusst haben. Unklar bleibt, ob die Vernichtung der bösen Geister auch die Rettung der Verdammten und eine Neuschöpfung der bisherigen, dem Tod unterworfenen Welt umfasst.

## Antikes Griechenland
Die griechischen Ausdrücke für „auferstehen“ beziehungsweise „auferwecken“ wurden in der griechischen Literatur bis zur Epoche des Hellenismus nie für das Fortleben der Seele nach dem Tod oder eine Seelenwanderung verwendet, sondern immer für die Wiederbelebung von Scheintoten. Sie tauchen nur sehr selten, meist in Romanen, für die Wiederbelebung von Verstorbenen auf; oft entpuppt sich deren Tod dann ebenfalls als Irrtum und Schein. So schrieb Platon in seinem Werk Politeia von einem Soldaten, der im Krieg gefallen zu sein schien, aber wieder lebendig wurde, als sein Leichnam verbrannt werden sollte. Demgemäß feierten antike griechische Mysterienkulte, darunter die Mysterien von Eleusis, eine Wiedergeburt des Lebens nach dem Tod als zyklische Wiederkehr der Kräfte und Rhythmen der Natur, nicht als endgültige Befreiung der Schöpfung vom Tod.
Der Kynismus, ausgehend vom griechischen Philosophen Diogenes (3. Jahrhundert vor Christus), vertrat einen solchen Mysterienkult und verband dabei die Idee einer Weltseele (Stoa) mit Elementen der griechischen Mythologie wie dem Halbgott Herakles. Der Begriff der Auferstehung ist in diesem Zusammenhang unbelegt.

## Judentum

### Tanach
Der Glaube an eine Auferstehung einiger oder aller Toten ist im Tanach nur selten und in relativ spät entstandenen Schriften bezeugt. Viel verbreiteter und älter war die Vorstellung der Ur- und Vätergeschichten im 1. Buch Mose, wonach Menschen, die Gottes Gebote befolgten, dafür mit einem langen irdischen Leben belohnt und als Tote bei ihren Vorfahren beerdigt wurden (Gen 25,8 ):

„Abraham … starb in einem guten Alter, als er alt und lebenssatt war, und wurde zu seinen Vätern versammelt.“

Von den Propheten Elija (1 Kön 17,17–24 ) und Elischa (2 Kön 4,17–37 ) überliefert die Bibel als Zeichen ihrer Begabung mit Gottes Geist die befristete Wiederbelebung einiger bereits Gestorbener.
Der Gedanke an eine Auferstehung der Israeliten deutet sich erstmals in der Prophetie des 8. Jahrhunderts an. So heißt es in Hos 6,1–3 :

„Kommt, wir kehren zum Herrn zurück! Denn er hat (Wunden) gerissen, er wird uns auch heilen; er hat verwundet, er wird auch verbinden. Nach zwei Tagen gibt er uns das Leben zurück, am dritten Tag richtet er uns wieder auf und wir leben vor seinem Angesicht. Lasst uns streben nach Erkenntnis, nach der Erkenntnis des Herrn. Er kommt so sicher wie das Morgenrot; er kommt zu uns wie der Regen, wie der Frühjahrsregen, der die Erde tränkt.“

Das künftige Handeln Gottes wird hier wie eine Krankenheilung und als Gewissheit wie der Wechsel der Tages- und Jahreszeiten dargestellt. Das neue stellt das vorherige Leben der von Gottes Gericht Getroffenen so wieder her, dass sie fortan Gottes Willen erfüllen. Dies bedeutet eine innergeschichtliche Wende zum Guten und wurde erst nach dem Untergang des Nordreichs Israel 722 v. Chr. auf ein neues Leben der Gerechten nach dem Tod bezogen.
Da der israelitische Glaube Leib und Seele des Menschen als untrennbare sterbliche Einheit betrachtete (Gen 2,7.19 ), umfassen auch biblische Auferweckungsbilder die ganze Person. So erfuhr der im Babylonischen Exil (586–539 v. Chr.) wirkende Prophet Ezechiel in seiner Vision von den Totengebeinen Gottes Macht über den Tod als Wiederherstellung aller verwesten Israeliten zu einem neuen leiblichen Leben, welches das Leerwerden der Gräber einschließt (Ez 37,1–14 ). Ähnlich sagt die nach dem Exil entstandene sogenannte Jesaja-Apokalypse in Jes 26,19 :

„Seine Toten werden auferstehen und ihre Leichen werden auferweckt werden.“

Auch hier geht es um Israel, nicht um die Menschheit. Die Stelle verwendet die Verben „auferstehen“ und „auferwecken“ parallel und weist im passivum divinum unausgesprochen auf den Urheber des neuen Lebens hin. In Jes 25,8  hieß es zuvor von JHWH:

„Er wird den Tod verschlingen auf ewig. Und JHWH wird die Tränen von allen Gesichtern abwischen und wird aufheben die Schmach seines Volkes in allen Ländern; denn der Herr hat es gesagt.“

Auferstehung bzw. Auferweckung bedeutet im Tanach also zunächst ein exklusives Heilshandeln Gottes an seinem erwählten Volk, das zugleich eine Perspektive für alle Menschen öffnet. Ihnen wird hier die Überwindung des Todes als notwendiger Bestandteil des Heils für Israel zugesagt. Innerzeitliche und jenseitige Erlösung gehen Hand in Hand.
Erst im Buch Daniel (ab 170 v. Chr.) wurde diese Zusage zur Erwartung einer universalen Auferweckung der Toten zum Endgericht Gottes ausgedehnt (Dan 12,2–3 ):

„Und viele, die in der Erde schlafen liegen, werden aufwachen, die einen zum ewigen Leben, die anderen zu ewiger Schmach und Schande.“

Diesen Gedanken verband die jüdische Apokalyptik mit der Äonenwende, also einem von Gott herbeigeführten Abbruch der Weltgeschichte, der die Schöpfung vollkommen verwandeln werde. Das Schicksal des einzelnen Menschen war in dieser kollektiven Erwartung eingeschlossen. Theologischer Ausgangspunkt ist Gottes im 1. Gebot (Ex 20,2 ) ausgedrückte unverbrüchliche Selbstbindung an die endgültige Befreiung Israels, die auf die Rettung aller Völker von unmenschlicher Gewaltherrschaft zielt (Dan 7,13–14 ). Diese Hoffnung hielten die glaubenstreuen Juden auch in auswegloser Existenzbedrohung fest.

### Deuterokanonische Schriften
Das nach den Makkabäerkriegen entstandene 2. Makkabäerbuch (100–50 v. Chr.) lehrt in einigen Kapiteln die Auferweckung der Gerechten, für ihre Treue zu JHWHs Tora getöteten Märtyrer unter den Juden. So beschreibt das als legendarischer Einschub geltende Kapitel 7 den vom Fremdherrscher Antiochos IV. angeordneten Foltertod von sieben Brüdern und ihrer Mutter. Sie stehen für alle Juden, die sich angesichts des sicheren grausamen Todes der geforderten Abkehr von ihrem Glauben verweigerten und an JHWHs Geboten festhielten. Sie werden als Zeugen für Gottes Macht über diesen ungerechten Tod zitiert, um spätere Generationen zu Glaubenstreue und Martyrium zu ermutigen und den Fremdherrschern Gottes Gericht anzukündigen:

„Eher sterben wir, als dass wir die Gesetze unserer Väter übertreten. [...]
 Du Unmensch! Du nimmst uns dieses Leben; aber der König der Welt wird uns zu einem neuen, ewigen Leben auferwecken, weil wir für seine Gesetze gestorben sind. [...]
 Gott hat uns die Hoffnung gegeben, dass er uns wieder auferweckt. Darauf warten wir gern, wenn wir von Menschenhand sterben. Für dich aber gibt es keine Auferstehung zum Leben. [...]
 Du bist ein vergänglicher Mensch und doch hast du die Macht unter den Menschen zu tun, was du willst. Aber glaub nicht, unser Volk sei von Gott verlassen. Mach nur so weiter! Du wirst seine gewaltige Kraft spüren, wenn er dich und deine Nachkommen züchtigt. [...]
 Du wirst nichts ausrichten. Denn wir sind selbst schuld an unserem Leid, weil wir gegen unseren Gott gesündigt haben. Darum konnte so Unfassbares geschehen. Glaub aber ja nicht, dass du heil davonkommst; denn du hast es gewagt, mit Gott zu kämpfen.“

Schließlich bezieht die Mutter die Auferstehungslehre zusammenfassend auf Gottes Schöpfungsmacht:

„... der Schöpfer der Welt hat den werdenden Menschen geformt, als er entstand; er kennt die Entstehung aller Dinge. Er gibt euch gnädig Atem und Leben wieder, weil ihr jetzt um seiner Gesetze willen nicht auf euch achtet. [...]
 Schau dir den Himmel und die Erde an; sieh alles, was es da gibt, und erkenne: Gott hat das aus dem Nichts erschaffen und so entstehen auch die Menschen. Hab keine Angst vor diesem Henker, sei deiner Brüder würdig und nimm den Tod an! Dann werde ich dich zur Zeit der Gnade mit deinen Brüdern wiederbekommen.“

Der Glaube an die Auferstehung der Gerechten blieb jedoch im damaligen Judentum umstritten. Vielfach wurden Niederlagen und Tode jüdischer Freiheitskämpfer auf zuvor begangene Gebotsübertretungen zurückgeführt, die ihre künftige Rechtfertigung durch Gott in Frage stellten. Dagegen betete und opferte der Anführer einer erfolgreichen Befreiungsschlacht auch für die Auferstehung der wegen Götzendienst gefallenen Juden, wie eine Episode im 2. Makkabäerbuch, 12. Kapitel zeigt:

„[...] Der edle Judas aber ermahnte die Leute, sich von Sünden rein zu halten; sie hätten ja mit eigenen Augen gesehen, welche Folgen das Vergehen der Gefallenen gehabt habe. Er veranstaltete eine Sammlung, an der sich alle beteiligten, und schickte etwa zweitausend Silberdrachmen nach Jerusalem, damit man dort ein Sündopfer darbringe. Damit handelte er sehr schön und edel; denn er dachte an die Auferstehung. Hätte er nicht erwartet, dass die Gefallenen auferstehen werden, wäre es nämlich überflüssig und sinnlos gewesen, für die Toten zu beten. Auch hielt er sich den herrlichen Lohn vor Augen, der für die hinterlegt ist, die in Frömmigkeit sterben.“

In den Schriftrollen vom Toten Meer ist die Auferstehung nur in dem Fragment 4Q521 als Aussage über Gott angedeutet:

„Er heilt Durchbohrte, belebt Tote, verkündet Armen Gerechtigkeit ...“

Damit wurde die prophetische Tradition fortgesetzt, wonach Gott gerade die in diesem Leben zu kurz Gekommenen, die Armen, die ungerecht Getöteten aus dem Tod retten und rehabilitieren werde.
Im Äthiopischen Henochbuch findet sich die Auferstehungshoffnung bereits in frühen Passagen (um 50 v. Chr.), die aber noch nicht deutlich von der Vorstellung einer unsterblichen Seele unterschieden sind (u. a. 20,8; 22; 90,33.38; 91,10; 92,3). Erst in den um 70–100 n. Chr. hinzugefügten Bilderreden (Kapitel 37–71) wird die künftige Verwandlung der toten und verwesten Körper zu einem neuen Leben auf dieser Erde erwartet.
"In jenen Tagen wird die Erde die, welche in ihr angesammelt sind, zurückgeben und auch der Scheol wird wiedergeben, was er empfangen hat und die Hölle wird, was sie schuldet, herausgeben" (Henoch 51,1).
Zuvor (46,6; 48,9–10) wird diese Verheißung auf die Gerechten begrenzt, die Sünder werden davon ausgeschlossen.
Auf diese Passagen spielen auch das 4. Buch Esra (7,32) und die Syrische Baruch-Apokalypse (21,23f; 42,7; 50,2) an. Dabei wird Auferstehung jedoch als Wiedervereinigung einer unsterblichen Seele mit einem neuen sterblichen Körper in einer verwandelten Erde gedacht. Noch jüngere jüdische Schriften wie der Pseudo-Philo versuchten beide Vorstellungskomplexe auf verschiedene Weisen auszugleichen.

### Rabbinische Theologie
Wie die Sadduzäerfrage (Mk 12,18–27 ) zeigt, war die leibliche Auferstehung im palästinischen Judentum des 1. Jahrhunderts ein Streitthema. Die Sadduzäer lehnten diesen Glauben ab, da er in der Tora, die für sie alleingültige Offenbarungsurkunde war, nirgends direkt vorkommt. Die Pharisäer dagegen glaubten im Anschluss an spätere jüdische Schriften überwiegend an die Auferstehung der Gerechten (2. Makkabäerbuch), manche auch an eine Auferstehung aller Toten zum Endgericht (Danielbuch).
Damalige Grabinschriften zeigen nicht eindeutig den Auferstehungsglauben. Eine Aussage, die begrabene Person (griech. psyche) sei lebendig, ließ z. B. offen, ob damit ein neuer Leib oder ein Weiterleben der Seele gemeint war. Demnach waren Vorstellungen über ein Leben nach dem Tod in der jüdischen Theologie zwischen 100 v. bis 100 n. Chr. weder einheitlich noch gegenüber anderen Glaubensthemen vorrangig.
Nach der Zerstörung des Jerusalemer Tempels 70 n. Chr. gewannen die Pharisäer bzw. Rabbinen (Toralehrer) die Führungsrolle im Judentum. Sie gaben dem Gemeinschaftsgebet im Synagogengottesdienst Vorrang gegenüber dem nicht mehr praktizierbaren Tempelopferkult. Das Achtzehnbittengebet fasst den damaligen Glaubenskonsens zur Auferstehung in der 2. Benediktion zusammen:

„Du bist mächtig in Ewigkeit, Herr, belebst die Toten, du bist stark zum Helfen. Du ernährst die Lebenden mit Gnade, belebst die Toten in großem Erbarmen, stützest die Fallenden, heilst die Kranken, befreist die Gefesselten und hältst die Treue denen, die im Staube schlafen. Wer ist wie du, Herr der Allmacht, und wer gleichet dir, König, der du tötest und belebst und Heil aufsprießen lässt. Und treu bist du, die Toten wieder zu beleben. Gelobt seist du, Ewiger, der du die Toten wieder belebst!“

Die Auferstehung wird hier aus der rettenden Allmacht, Gnade und Treue Gottes zu allem Leben abgeleitet.
Ein Traktat der Mischna erklärte sie daraufhin zum Dogma und schloss die, die nicht daran glauben, vom Heil aus (San X,1b):

„Folgende haben keinen Anteil an der kommenden Welt: Wer da sagt, es gibt keine Auferstehung der Toten von der Tora aus …“

Dabei blieb weiterhin umstritten, ob bereits die Tora die Auferstehung lehre und welcher Art das neue Leben der Toten sein würde. Die meisten Rabbiner begrenzten die Auferstehung zum ewigen Leben auf von Gott als gerecht anerkannte Juden; einige lehrten, nur in Israel beerdigte Juden würden auferstehen. Seit dem 4. Jahrhundert wurde es üblich, die Diaspora-Toten mit etwas Erde aus Israel zu beerdigen; unterirdische Verbindungen würden ihre Rückkehr zur Auferstehung in Israel ermöglichen. Im Talmud werden allzu materielle Heilsbedingungen und Beschreibungen des künftigen Lebens abgewehrt (bBer 6 17a):

„In der kommenden Welt gibt es kein Essen und Trinken, keine Fortpflanzung und keine Vermehrung … Die Gerechten sitzen vielmehr da, ihre Kronen auf den Köpfen, und genießen den Glanz der Herrlichkeit Gottes.“

Dazu wurden Bibelstellen wie Jes 64,3  auf die kommende Welt bezogen (bBer 34b):

„Kein Auge hat es [Gottes Reich] gesehen außer Gott allein.“

### Mittelalter
Erst jüdische Theologen des Mittelalters versuchten, die widersprüchlichen rabbinischen Lehrmeinungen zur Auferstehung auszugleichen. Saadja Gaon schrieb dazu in seinem Werk Ha-Emunot we-ha-Deot ein eigenes Kapitel, das als getrennter, Rabbi Eliezer zugeschriebener Auszug in Umlauf kam. Er lehrte eine befristete leibliche Wiederbelebung der Gerechten in der messianischen Endzeit, der er traditionelle materielle Aussagen zuordnete, und eine völlig unvorstellbare Auferstehung aller Toten nach Gottes Endgericht.
Maimonides stellte die Auferstehung als letzten seiner 13 Glaubensartikel heraus. An anderen Stellen schien er jedoch die unsterbliche Seele zu lehren. Deswegen angegriffen, erläuterte er seinen Glauben in Ma'amar Techiat Ha-Metim (1191): Die leibliche Auferstehung gelte in der messianischen Zeit und ende mit dem Tod aller Auferweckten; in der jenseitigen kommenden Welt folge ein rein geistiger Zustand als unsterbliches Seelenleben.
Seine Hauptgegner in diesem Disput waren Meir ha-Levi Abulafia (um 1165–1244) und Mose ben Nachman (1194–1270). Letzterer erklärte in Torat ha-Adam, man könne an Gottes belohnende und strafende Gerechtigkeit gemäß der Tora auch dann glauben, wenn man die leibliche Auferstehung ablehne.

### Neuzeit
In der Neuzeit haben sich drei Lehrmeinungen herausgebildet, die jeweils an verschiedene Aussagen des Tanach anknüpfen:
- Die eine nimmt an, dass alle Menschen mit Leib und Seele sterben, aber in der messianischen Zeit leiblich auferstehen (Sanhedrin 10,1 mit Bezug auf Dan 12,2 EU).
- Die andere nimmt an, dass die reine unsterbliche Seele, unbefleckt durch Geburt, Leben und Tod, wieder rein zu Gott zurückkehrt. Sie geht davon aus, dass diese Freiseele nach dem Tod unabhängig vom Körper weiterlebt (Schabbat 152b mit Bezug auf Spr 12,28 EU).
- Die dritte nimmt an, dass die Seele des Menschen nach dem Tod seines Körpers bis zur messianischen Zeit weiterlebe, sich schließlich mit einem neugeschaffenen Körper vereinige und so leibhaftig auferstehe.

Im liberalen Reformjudentum wird der leibliche Auferstehungsglaube unter philosophischem Einfluss zugunsten des Glaubens an die unsterbliche Seele abgelehnt. So erklärten liberale Rabbiner nach einer Konferenz in Pittsburgh 1885:

„We reassert the doctrine of Judaism, that the soul of man is immortal, grounding this belief on the divine nature of the human spirit... We reject as ideas not rooted in Judaism the beliefs both in the bodily resurrection and in Gehenna and Eden.“

„Wir bekräftigen die Lehre des Judentums, daß die Seele des Menschen unsterblich ist, und begründen diesen Glauben mit der göttlichen Natur des menschlichen Geistes... Wir lehnen den Glauben an die leibliche Auferstehung sowie an Gehenna und Eden als Ideen ab, die nicht im Judentum verwurzelt sind.“

 Der Versammlungsleiter Isaac Mayer Wise (1819–1900) strich schon 1857 Anspielungen auf die leibliche Auferstehung aus seinen jüdischen Gebetbüchern. Ihm folgten Neuausgaben in den USA, während europäische Neuausgaben dieser Gebetbücher den traditionellen Text überliefern, aber im Sinne der unsterblichen Seele deuten. Wie diese nach dem Tod weiterlebt und was sie ist, hat das Judentum nie genau dargestellt.

## Christentum

### Auferstehung Jesu Christi
Die griechischen Verben Auferwecken (εγείρω) und Auferstehen bezeichnen im Neuen Testament (NT) denselben Sachverhalt: die Tat Gottes an toten Personen, zuerst und vor allem an Jesus von Nazaret, und die befristete Wiederbelebung von Sterblichen durch Jesus selbst (siehe Wunder Jesu).
Gott habe Jesus am „dritten Tag“ seit seiner Kreuzigung unter Pontius Pilatus (etwa eineinhalb Tage nach seinem Tod) auferweckt: Das ist das zentrale Glaubensbekenntnis des Urchristentums (1 Kor 15,3ff. ). Diese Tat Gottes feiert das Christentum am jährlichen Osterfest, dem christlichen Hauptfest.
Der aus dem Judentum übernommene Glaube an die Auferstehung aller Toten trägt bei Paulus den Glauben an die Auferstehung Jesu Christi und umgekehrt. Die Evangelien haben dazu zwei Überlieferungen miteinander verknüpft:
- die Grabauffindung „am ersten Tag der Woche“ durch die Frauen, die Jesu Sterben und Grablegung beobachtet hatten,
- einige Erscheinungen des auferweckten Jesus in leiblicher Gestalt vor Menschen, besonders vor einigen seiner allerersten Jünger, die sich dadurch zur Völkermission berufen sahen.

Wie diese Texte entstanden, sich zueinander verhalten und wie die Oster-Ereignisse historisch verliefen, ist Gegenstand intensiver Debatten.

### Auferstehung aller Toten
In 1 Kor 15,22–24  und 2 Kor 5,10  lehrt Paulus übereinstimmend mit manchen damaligen Pharisäern die kommende leibliche Auferstehung aller Toten zum Endgericht als endgültige Verwandlung der ganzen Welt. 

„Denn der Herr selbst wird vom Himmel herabkommen, wenn der Befehl ergeht, der Erzengel ruft und die Posaune Gottes erschallt. Zuerst werden die in Christus Verstorbenen auferstehen.“

Diese Erkenntnis habe durch die Auferstehung Jesu Christi begonnen und sei durch ihn verbürgt. Er stellt damit die Auferstehung des menschgewordenen Gottessohnes vor dem Hintergrund des ewigen Lebens in den Rahmen prophetischer und apokalyptischer Heilserwartungen des Judentums.

### Wiederbelebungen
Die befristeten Wiederbelebungen von Verstorbenen durch Jesus (Mt 9,18–26 ; Lk 7,11–17 ; Joh 11,1–45 ) oder einiger seiner Apostel (Apg 9,36–42 ; Apg 20,9–11 ) sollen die Heilkraft der Erwecker veranschaulichen. Sie drücken keinen allgemeinen Auferstehungsglauben und keine allgemeine Fähigkeit von auserwählten Christen aus, Tote wiederzubeleben.
Berichte von Christen über einzelne befristete Wiederbelebungen, etwa eines Freundes von John Knox oder des Unfalltoten Daniel Ekechukwu 2001, sind selten und nicht verifizierbar; ähnliche Berichte findet man auch in anderen Religionen.

### Lehren
Kirchliche Auferstehungslehren unterscheiden sowohl unsterbliche Seele und sterblichen Leib bei Menschen allgemein, die ihre Auferstehung wieder vereinen soll, als auch die Auferstehung Jesu Christi als Gottes alleinigen Willensakt von der folgenden Auferstehung aller Sterblichen durch das kommende Handeln Jesu Christi.
Der genaue Ablauf der Auferstehung ist konfessionell umstritten: besonders die Frage, ob die allgemeine Totenauferstehung am Jüngsten Tag mit der Erweckung der (wiedergeborenen bzw. getauften) Christen zusammenfallen werde oder ob sie – wie vielerorts angenommen wird – Jesus gleich am dritten Tag unmittelbar nach dem irdischen Tod erfolgt (1 Thess 4,13ff. ).
Während früher fast nur die Auferstehung von Menschen diskutiert wurde, wird heute auch nach einem Weiterleben oder Wiederauferstehen von Tieren gefragt. Diese Vorstellung ist in den bekannten religiösen Schriften zu diesem Thema nicht dokumentiert. Dennoch glauben manche christliche Theologen, darunter Martin Luther, dass auch Tiere bei der geglaubten zukünftigen Verwandlung der ganzen Welt auferstehen werden. Diese Überlegungen werden indirekt aus anderen Aussagen zu Tieren gefolgert, z. B. aus Gen 1,27ff : Gott habe Tiere ähnlich wie Menschen aus Erde geschaffen, sie besäßen eine nichtstoffliche Seele wie Menschen und würden ebenfalls nach dem Tod ein neues körperliches Leben erhalten. In der orthodoxen Kirche wird die Auferstehung der Tiere grundsätzlich bejaht, als Teil der Schöpfung, die durch die Erlösung des Menschen ebenfalls erlöst wird.

## Islam
Im Islam gilt, dass nach dem Weltuntergang, am Tag der Offenbarung/des jüngsten Gerichts, die Menschen auferstehen werden und für ihre Taten zur Rechenschaft gezogen werden. Die "Sünder" werden an jenem Tag zur Bestrafung in die Hölle kommen, wohingegen die Muslime mit dem Paradies belohnt werden. 

## Kritik
Die heutigen Naturwissenschaften haben sich methodisch einem Empirismus verpflichtet, der aus beobachtbaren und experimentell überprüfbaren Erscheinungen auf physikalische, chemische und biologische Gesetzmäßigkeiten schließt und die Wirklichkeit daraus zu erklären sucht. Sie behandeln keine „jenseitigen“ Realitäten oder einmaligen Ereignisse ohne naturwissenschaftlich nachweisbare Ursachen („Wunder“). Jedoch ist die Nahtoderfahrung heute auch Gegenstand von Forschungen. Über diese wird in anerkannten Wissenschaftszeitschriften w. z. B. The Lancet publiziert. Zwar kennen auch die Naturwissenschaften die Kategorie der Kontingenz und des Zufalls, leiten daraus aber keine grundsätzliche Relativierung des naturwissenschaftlichen Weltbilds ab.
Insbesondere seit der kritischen Erkenntnistheorie Immanuel Kants werden Glaubenssätze streng von Tatsachenaussagen unterschieden und in den Bereich des nicht naturwissenschaftlich systematisch Nachweisbaren verwiesen.
Auch die kritische Geschichtswissenschaft geht von einem Ursache-Wirkungs-Kontinuum der Geschichte aus und rechnet nicht mit völlig analogielosen Ereignissen ohne innergeschichtliche Ursachen (Ernst Troeltsch), so dass eine Auferstehung a priori nicht als historisches Ereignis gelten kann, sondern allenfalls als mythologisches Motiv.
Rationalistische Erklärungsversuche für Auferstehungsberichte in antiken Quellen gibt es seit dem Zeitalter der Aufklärung. Sie laufen zumeist auf eine Scheintod-These hinaus. In Bezug auf Jesus von Nazaret gehen sie entweder davon aus, dass er die Kreuzigung überlebte oder eine Verwechslung vorlag, so dass eine andere Person, anstatt Jesu, gekreuzigt worden sei.
Psychologisch argumentierende Religionskritiker sehen im Auferstehungsglauben oft Versuche, die Endgültigkeit des Todes in einer Glaubensgemeinschaft zu mildern oder aufzuheben. Ludwig Feuerbach erklärte dies als Projektion, Karl Marx als Opium des Volkes (Selbstberuhigung und illusorischen Rausch), Sigmund Freud als Verdrängung und neurotische Selbstentzweiung bzw. infantile Wunschvorstellung, Bertrand Russell als irrationale Angstabwehr.
Eine religionsphilosophische Einordnung der Auferstehung betrachtet im Gegensatz zu den Einzelwissenschaften die gesamte Wirklichkeit und trifft keine materialistisch-empiristischen Vorentscheidungen. Daher lehnt sie im Allgemeinen Wunder und einmalige Ereignisse nicht pauschal ab.